# هوسی (دهانه)
هوسی یک دهانه برخوردی در ماه‌ است.